# Tadalafil
Tadalafil, (Handelsname Cialis (EU, USA, CH), Hersteller: Lilly Pharma) ist ein Ende 2002 (Deutschland) bzw. Ende 2003 (USA) erstmals auf den Markt gebrachtes Potenzmittel und dient der Behandlung der erektilen Dysfunktion, seit 2010 auch zur Behandlung von pulmonal-arterieller Hypertonie und seit 2012 zur Behandlung des benignen Prostatasyndroms.

## Anwendung
Tadalafil wirkt ähnlich wie Sildenafil (Viagra), Vardenafil und Avanafil, indem es das Enzym Phosphodiesterase-5 (PDE-5) hemmt. PDE-5 ist dafür verantwortlich, dass eine Erektion abgebaut wird, damit nicht durch eine Dauererektion das Gewebe des Schwellkörpers durch Mangeldurchblutung abstirbt. Durch die Hemmung von PDE-5 kommt es daher bei einer sexuellen Stimulation leichter zu Erektionen, die auch länger anhalten. Diese PDE-5-Hemmer können aber keine sexuelle Stimulation ersetzen. Erektionen beeinflussen nicht die Wirkdauer von PDE-5-Hemmern. Während dieser Zeit kann es je nach Konstitution des Mannes zu mehreren Erektionen und auch Ejakulationen kommen. Darüber hinaus erhielt der Wirkstoff eine Indikationserweiterung: Tadalafil kann seit November 2012 auch zur Behandlung des benignen Prostatasyndroms verschrieben werden und ist dafür erstattungsfähig.
Im Gegensatz zu den anderen Wirkstoffen kann Tadalafil in der niedrigen 5-mg-Dosierung auch täglich eingenommen werden. Diese sogenannte Konstanztherapie sorgt zusammen mit einer langen Wirkdauer dafür, dass der Wirkstoff rund um die Uhr im Körper verbleibt und damit auch spontane sexuelle Aktivität möglich ist. Bei den höheren Dosierungen 10 mg und 20 mg wird eine tägliche Einnahme über einen längeren Zeitraum nicht empfohlen.
Tadalafil ist unter dem Markennamen Adcirca seit 2010 zur Behandlung der pulmonal-arteriellen Hypertonie zur einmal täglichen Einnahme zugelassen. Zuvor war lediglich Sildenafil (Markenname Revatio) dafür zugelassen. Der prinzipiell gleiche Wirkungsmechanismus und die längere Halbwertszeit von Tadalafil lassen diesen Wirkstoff jedoch geeigneter erscheinen, da die Kosten und die Häufigkeit der Einnahme für den Patienten reduziert werden können.

## Pharmakokinetik
Tadalafil hat mit 17,5 Stunden eine deutlich größere Halbwertszeit als Sildenafil (Viagra), Vardenafil oder Avanafil. Während die Wirkung bei Sildenafil 4 bis 6 Stunden, bei Vardenafil 8 bis 12 Stunden und bei Avanafil 6 bis 17 Stunden anhält, kann sie bei Tadalafil bis zu 36 Stunden betragen. Die Wirkung setzt für gewöhnlich nach einer Stunde ein, es kann aber auch bis zu sechs Stunden dauern, bis ein Effekt spürbar ist.

## Wechselwirkungen
Die gleichzeitige Einnahme von Tadalafil mit organischen Nitriten bzw. NO-Donatoren (dazu zählt auch die Szenedroge Poppers) ist kontraindiziert. Durch die kombinierte Wirkung auf den Blutdruck droht ein akuter lebensbedrohlicher Blutdruckabfall. Hierbei ist auch die lange Halbwertszeit von Tadalafil zu berücksichtigen. Dementsprechend dürfen nach Einnahme von Tadalafil frühestens 48 Stunden später Nitrate oder andere blutdrucksenkende Medikamente eingenommen werden.
Tadalafil kann mit oder ohne Nahrung eingenommen werden. Allerdings kann die Wirkung bei einer schwerverdaulichen oder extrem fettreichen Mahlzeit verzögert erfolgen.

## Nebenwirkungen
Selten werden Herz-Kreislauf-Nebenwirkungen (Niedriger Blutdruck) beobachtet, weiter treten „in der Praxis“ anscheinend häufiger Muskelschmerzen auf, die mehrere Tage anhalten können, indessen nicht ernsthafter Natur sind. Berichte von plötzlichem Hörverlust, manchmal begleitet von Tinnitus oder Schwindel, liegen vor. Häufige Nebenwirkungen sind unter anderem Kopfschmerzen, Verdauungsstörung, verstopfte Nase oder auch Rückenschmerzen. Gelegentliche Begleiterscheinungen können sich in Form von einem trockenen Rachen, Müdigkeit oder auch Tachykardie äußern. In seltenen Fällen kommt es zur Dauererektion.

## Gegenanzeigen
Bei schweren Herz-Kreislauf-Erkrankungen (Herzinsuffizienz, koronare Herzerkrankung, Herzklappenerkrankungen und Herzinfarkt), Herzrhythmusstörungen oder einer schweren Herzmuskelschwäche darf Tadalafil nicht angewendet werden.
Ferner sollte eine Einnahme vermieden werden bei niedrigem Blutdruck mit einem systolischen Wert unter 90 mmHg, schweren Leber- oder Nierenfunktionsstörungen oder Erkrankungen der Augennetzhaut.

## Sonstige Informationen
Tadalafil ist in Deutschland, in der Schweiz, in Österreich sowie in einigen anderen Ländern verschreibungspflichtig, in anderen Ländern hingegen frei erhältlich. Es ist seit November 2002 in der EU und seit 2003 in den USA zugelassen.
Die Handelsmarke Cialis wird neben anderen Potenzmitteln besonders häufig in unerwünschten E-Mails (Spam) beworben. Dabei handelt es sich oft nicht um das Originalmedikament, sondern auch um gefälschte Nachahmerpräparate mit anderen Wirkstoffen und unvorhersehbaren Wirkungsweisen. Die Einnahme solcher Präparate kann daher mit erheblichen gesundheitlichen Risiken verbunden sein.
Am 15. November 2017 lief das Patent für den Wirkstoff in Deutschland ab, sodass ab diesem Zeitpunkt Generika zugelassen sind. Trotz der Verfügbarkeit von Generika blieben die Verkaufszahlen von Tadalafil weit hinter denen von Sildenafil zurück.

### Artikel zur Pharmakologie
- Padma-Nathan, In: Am. J. of Cardiology., 92/9A, 2003, S. 19M-25
- Sperling, In: Herz., 28/4, 2003, S. 314–324

### Artikel zur Verwendung
- Übersichtsarbeit über die drei wichtigsten Medikamente zur Behandlung von Erektionsstörungen: Gresser U., Gleiter C.H.: Erectile dysfunction: Comparison of efficacy and side effects of the PDE-5 inhibitors Sildenafil, Vardenafil and Tadalafil review of the literature. In:  Eur J Med Res (2002) 7: 435–446. PMID 12435622.
- Curran et al., In: Drugs 63/20, 2003, S. 2203–2212
- Kloner et al., In: Am. J. of Cardiology., 92/9A, 2003, 47M-57